# Filodendronsläktet
Filodendronsläktet (Philodendron) är ett växtsläkte ur familjen kallaväxter (Araceae) som består av ca 700 arter och därmed är det nästa största i familjen.
Släktet är mycket varierande med såväl marklevande som epifytiska, städsegröna arter och buskar som kan vara upprätta eller klättrande.
Forskning har pekat på att släktet har en förmåga att binda formaldehyd och bensen ur luften.

### Webbkällor
- Svensk Kulturväxtdatabas